# 가뭄 (노래)
《가뭄》은 대한민국의 가수 장준, 영택의 음반이다. 2017년 2월 13일에 발매되었다.

## 트랙리스트
| #  | 제목                 | 작사             | 작곡 | 편곡 | 재생 시간 |
| -- | -------------------- | ---------------- | ---- | ---- | --------- |
| 1. | 〈가뭄 (Feat. BeE)〉 | BeE, 이장준, TAG | BeE  | BeE  | 3:43      |

## 평가
아이돌로지의 박희아 음악평론가는 "'인피니트H의 그림자가 스멀스멀 올라오는 래핑은 반갑기도 하고 아쉽기도 한 부분이다. 도입에 당시 자이언티가 썼던 비트와 멜로디를 참고한 것처럼 어느 정도 유사성을 띠고 있다. 다만 좀 더 직접적으로 분노를 표출하는 느낌, 업된 기운은 있다. 아무튼 곡 전체 구조에 차이가 있기는 하지만, 하필이면 같은 회사라 여러모로 아쉬움이 남는 게 사실이다."며 평가하였다.